# Чаунська низовина
68°35′00″ пн. ш. 171°35′00″ сх. д. / 68.583333333333° пн. ш. 171.58333333333° сх. д.
Ча́унська низовина́ — низовина на півночі Чукотки.

## Історичні відомості
Перший опис Чаунськой низовини склав капітан Біллінгс, коли перетнув її на оленях взимку 1791 року. У 1908 році територію низовини вивчав справник Калінніков, який залишив про це відомості у своїй книзі. Докладну географічну схему цього району складено експедицією С. В. Обручева в 1929—1931 роках.

## Фізико-географічна характеристика
Являє собою приморську рівнину, що поступово понижується до узбережжя Східносибірського моря. Північною частиною виходить на узбережжя Чаунської губи, із заходу обмежена Анюйським хребтом, з півдня — Чукотським нагір'ям і зі сходу — Анадирським хребтом. У південній частині низовини зустрічаються окремі гірські останці вододільних хребтів (сопки Нейтлін і Чаанай) висотою до 700 м. Площа низовини становить близько 60 тис. км2. Рельєф низовини дуже одноманітний — це плоска озерно-алювіальна рівнина, піднята над урізом води на 2−3 м в нижній течії річок і на 3−5 м за 15−20 км від гирла.

### Гідрографія
Гідрографічна мережа настільки густа, що площа суші лише трохи більша від площі, зайнятої поверхнею поточних вод і озер. Чаунську низовину прорізають річки, що течуть з Анюйського і Чукотського нагір'їв, які в нижній течії розпадаються на велику кількість рукавів і проток, сполучених між собою. Найбільшими річками є Паляваам, Чаун, Пуч'евеєм. Озера мають термокарстове походження, їх береги дуже порізані. Характерною особливістю приморських рівнин Чаунської низовини є значна кількість «сухих» озерних улоговин, утворених через прорив води у річкові русла і осушення озер. Лощини стоку, морські, озерні і річкові тераси зайняті плоскогорбистими і полігональними болотами. Русла річок постійно змінюють своє положення (як правило, під час повеней), і вся рівнина покрита шаром сучасних піщаних, мулистих і галькових наносів.

### Клімат
Клімат району Чаунськой низовини морський, суворий і дуже холодний. Радіаційний баланс більше половини року від'ємний. Річна сума опадів становить 251 мм.
Середня багаторічна температура найхолодніших місяців (січень-лютий) −31,4 °С. Стійкий сніговий покрив установлюється в кінці вересня. У холодну пору панують Таймирський і Якутський антициклони, що викликають переважання західних і північно-західних вітрів, які періодично змінюються теплими південними зі швидкістю до 30 м/с. Сильні вітри викликають перерозподіл снігу. Повторюваність похмурого неба становить 30−40 %. У середньому за зимовий місяць випадає 10−17 мм опадів.
Літо коротке і прохолодне, середня температура в липні-серпні +8,5 °С, при цьому в будь-який літній місяць можливі заморозки. В цей час переважає циклонічна діяльність, панують помірні північно-східні та східні вітри, іноді змінювані південними, сильними і теплими. Часті тумани, мрячать дощі, відносна вологість повітря — 84 %. Повторюваність похмурого неба становить 65−70 %. Низька випаровуваність вологи обумовлює високий коефіцієнт зволоження місцевості.

### Ґрунтовий покрив
Характер ґрунтово-рослинного покриву пов'язаний з вічною мерзлотою і розвиненим кріогенним мікро- і нанорельєфом. Найпоширеніші мікрокомплекси тундрових, власне глейових, тріщинно-торф'янистих і остаточно-глейових кріоземів, менш звичні нанокомплекси тундрових надмерзлотно-глейових кріоземів, які розвиваються переважно на вершинах увалів. Характерний елемент ландшафтів — мерзлотні горби спучування — булгунняхи. У північній частині низовини, вздовж узбережжя Чаунськой губи, простяглася смуга завширшки 10—15 км, схильна до засолення. У південній частині поширена типова плямиста тундра з полігональними болотамиполігональними ґрунтами.

## Флора і фауна
Флора Чаунськой низовини включає не менше 320 видів судинних рослин. Ліси в цьому районі відсутні повністю. На болотистих ділянках панують різні види сфагнових мохів і зелені мохи, вони також заростають осоками, пухівкою, вовчим тілом. На піднесених ділянках помітну роль відіграють лишайники, тут характерні невисокі (до 1 м) рідкісні кущики вільхи і карликової берези.
На території рівнини зустрічаються 24 види ссавців, серед яких найпоширеніші лемінги, ховрах арктичний, шапарка сибірська, червона, червоно-сіра і високогірна сибірська полівки, тундрова, середня і трансарктична бурозубки, заєць-біляк, підкоришник, північний олень. Передгірні райони відвідують баран сніговий, бурий ведмідь, росомаха, ласиця, горностай, вовк, лисиця, іноді лось, рідко рись і соболь.
Орнітофауна району низовини багата і різноманітна, тут налічується понад 100 видів птахів, серед яких найчисленніші качки, журавель канадський, гага очкова, гуска білолоба, кулики (26 видів), чайки і куріпки. В окремі роки гніздяться сова біла, зимняк, зрідка зустрічаються сапсан і кречет.
У водах річок, що протікають Чаунською низовиною, водиться 15 видів риби, серед яких найчисленніші мальма, ряпушка, корюшка азійська, пиж'ян, харіус східно-сибірський, минь тонкохвостий, гольян, бабець строкатоплавцевий. На нерест заходять кета, горбуша, голець, іноді нельма і омуль.

## Топографічні карти
- Аркуш карти R-59,60 Певек. Масштаб: 1:1 000 000. Видання 1986 р.